# 原本以為只是手機掉了
《原本以為只是手機掉了》（日语：スマホを落としただけなのに）是志駕晃創作的日本推理小說系列。第1集是出自「這本推理小說了不起！」大獎的遺珠（原名：《Password》），由寶島社文庫於2017年出版；續集《原本以為只是手機掉了II：被囚禁的殺人魔》與《原本以為只是手機掉了3：戰慄大都會》分別於2018年及2020年發行。本書陸續被改編成日本電影、漫畫、有聲書、廣播劇、舞台劇等，也被韓國翻拍為同名電影。

## 發行
志駕晃創作的《原本以為只是手機掉了》獲得寶島社主辦之懸疑與娛樂組新人獎，也是第15屆「這本推理小說了不起！」大獎的遺珠。該作品講述麻美的男朋友的手機，被一名狡猾的連環殺人犯撿到的故事。志駕晃當時是日本放送的娛樂開發局長，且曾經擔任過導演，製作過《All Night Nippon》等節目。第1集於2017年4月6日開始發行，兩個月的時間便賣出10萬本。
第2集《原本以為只是手機掉了II：被囚禁的殺人魔》於2018年11月6日發行，講述生活安全與網路犯罪對策部門的警察，在調查女性死者的資訊時，和兇手透過電腦對峙的故事。第3集《原本以為只是手機掉了3：戰慄大都會》（スマホを落としただけなのに 戦慄するメガロポリス）於2020年1月9日發行，講述北韓網路恐攻、追查的日本警察組織、間諜在日本的活動等故事。

## 改編電影

### 日本（2018年）
電影版《原本以為只是手機掉了》於2018年11月2日上映，由中田秀夫執導、大石哲也編劇、北川景子主演。該片上映首週末，獲得16.9萬觀影人次、票房收獲2億3400萬元；上映第4週，累計共107萬觀影人次、票房突破14億元。

#### 演員與角色
- 北川景子 飾演 稻葉麻美[10]
- 千葉雄大 飾演 加賀谷學[10]
- 成田凌 飾演 浦野善治[10]
- 田中圭 飾演 富田誠[10]
- 原田泰造 飾演 毒島徹[10]
- 笨蛋節奏 飾演 小柳守[10]
- 要潤 飾演 武井雄哉[10]
- 高橋瑪莉潤 飾演 杉本加奈子[10]
- 酒井健太 飾演 大野俊也[10]
- 筧美和子 飾演 天城千尋[10]
- 松山愛里 飾演 宮本茉由
- 岩井堂聖子 飾演 池上聰子
- 櫻井由紀 飾演 山本美奈代

### 韓國（2023年）
2020年12月，宣布改編成韓國電影《Smartphone》（스마트폰），由金泰俊執導，千玗嬉、任時完、金熙元主演。該片於2021年開拍，並改以原作名稱作為片名，於2023年在Netflix上線。

## 外部連結
日本電影版官方網站（日語）